# クリスティーン・アーロン
クリスティーン・アーロン（Christine Arron、1973年9月13日 - ）は、フランス・グアドループレザビーム出身の陸上競技選手である。
2004年アテネオリンピックの女子4×100mリレーのフランスチームのメンバーとして、銅メダルを獲得している。
1998年に行われたヨーロッパ陸上選手権では、準決勝で自己ベストとなる10秒81を記録していた。そして迎えた決勝では、追い風2.0m/sという絶好の条件で、中盤からみるみる加速し、先行していたイリーナ・プリワロワ（ロシア）らを振り切って優勝した。タイムは10秒73で、ヨーロッパ新記録であった。
その後、アメリカ合衆国に渡り、モーリス・グリーンなどが所属するHSIに加わっていたが、2001年、その過酷なトレーニングに耐えかね、HSIを辞めた。その翌年、アーロンは第一子をもうけている。
2003年、地元パリで開催された世界陸上の4×100mリレーでは、アーロンはアンカーを務めた。決勝では、この大会の100m金メダリストのトーリ・エドワーズがアメリカチームのアンカーで、フランスチームを約3mリードしていたが、アーロンがフィニッシュ直前で逆転し、優勝を果たした。さらに2005年、それまでアーロンは世界的な大会で個人でのメダルを獲得していなかったが、この年の世界陸上において、100mと200mで銅メダルを獲得した。
アーロンの100mの記録10秒73は、フローレンス・ジョイナー（10秒49）、マリオン・ジョーンズ（10秒65）に次ぐ世界歴代3位の記録であった。しかし、ジョイナーにはドーピング疑惑があり、ジョーンズはドーピングを認めている。このことから、アーロンの記録が実質的な世界記録と考える人も少なくないようであった。

## 主な実績
| 年   | 大会                               | 場所                         | 種目         | 結果   | 記録    |
| ---- | ---------------------------------- | ---------------------------- | ------------ | ------ | ------- |
| 1997 | 世界陸上選手権                     | アテネ（ギリシャ）           | 100m         | 4位    | 11.05秒 |
| 1998 | ヨーロッパ陸上選手権               | ブダペスト（ハンガリー）     | 100m         | 1位    | 10.73秒 |
| 1998 | ヨーロッパ陸上選手権               | ブダペスト（ハンガリー）     | 4×100mリレー | 1位    | 42.59秒 |
| 1999 | 世界陸上選手権                     | セビリヤ（スペイン）         | 4×100mリレー | 2位    | 42.06秒 |
| 2000 | オリンピック                       | シドニー（オーストラリア）   | 100m         | 準決勝 | 11.42秒 |
| 2003 | 世界陸上選手権                     | パリ（フランス）             | 100m         | 5位    | 11.06秒 |
| 2003 | 世界陸上選手権                     | パリ（フランス）             | 4×100mリレー | 1位    | 41.78秒 |
| 2003 | IAAFワールドアスレチックファイナル | モンテカルロ（モナコ）       | 100m         | 2位    | 11.04秒 |
| 2004 | オリンピック                       | アテネ（ギリシャ）           | 100m         | 準決勝 | 11.21秒 |
| 2004 | オリンピック                       | アテネ（ギリシャ）           | 200m         | 準決勝 | 23.05秒 |
| 2005 | 世界陸上選手権                     | ヘルシンキ（フィンランド）   | 100m         | 3位    | 10.98秒 |
| 2005 | 世界陸上選手権                     | ヘルシンキ（フィンランド）   | 200m         | 3位    | 22.31秒 |
| 2005 | IAAFワールドアスレチックファイナル | モンテカルロ（モナコ）       | 100m         | 2位    | 10.93秒 |
| 2005 | IAAFワールドアスレチックファイナル | モンテカルロ（モナコ）       | 200m         | 3位    | 22.43秒 |
| 2007 | 世界陸上選手権                     | 大阪（日本）                 | 100m         | 6位    | 11.08秒 |
| 2007 | IAAFワールドアスレチックファイナル | シュトゥットガルト（ドイツ） | 100m         | 3位    | 11.20秒 |

## 自己ベスト
- 100m - 10秒73 （1998年8月19日、世界歴代5位・欧州記録）
- 200m - 22秒26 （1999年7月3日）